# Maximum Groove
Albums de MAX
Maximum II
(1997) Maximum Collection
(1999)
Singles
1. Hikari no Veil
Sortie : 22 avril 1998
2. Ride on Time
Sortie : 30 juillet 1997
3. Grace of My Heart
Sortie : 29 octobre 1997

Maximum Groove (titré en capitales : MAXIMUM GROOVE) est le troisième album du groupe MAX.

## Présentation
L'album, produit par Max Matsuura, sort le 2 décembre 1998 au Japon sur le label Avex Trax, un an après le précédent album du groupe, Maximum II. Il atteint la 1re place du classement des ventes de l'Oricon, et reste classé pendant douze semaines. Il se vend à plus d'un million d'exemplaires, et restera le troisième album le plus vendu du groupe, derrière les deux sortis précédemment.
Comme le précédent album (et contrairement au premier album de genre eurobeat constitué de reprises de chansons européennes), c'est un album de style pop majoritairement composé de titres originaux. Il contient quatorze chansons, dont trois reprises de titres occidentaux adaptées en japonais. Cinq d'entre elles étaient déjà parues précédemment sur les trois singles du groupe sortis au cours de l'année : Hikari no Veil, Ride on Time (avec Don't You Love Me en face B), et Grace of My Heart (avec Getting Over en face B).

## Liste des titres
| CD    | CD                                                                            | CD                                             | CD    | CD | CD | CD | CD | CD | CD |
| No    | Titre                                                                         | Paroles / Musique / Arrangements               | Durée |    |    |    |    |    |    |
| ----- | ----------------------------------------------------------------------------- | ---------------------------------------------- | ----- | -- | -- | -- | -- | -- | -- |
| 1.    | Only One (Only one)                                                           | Yûko Ebine / Hideaki Kuwabara / T. Ishizuka    | 4:29  |    |    |    |    |    |    |
| 2.    | Hikari no Veil (閃光 -ひかり- のVeil) (9e single)                             | Goro Matsui / Kiichi Yokoyama / Yokoyama       | 5:01  |    |    |    |    |    |    |
| 3.    | I'm In Love (I'm in love)                                                     | Hiromi Mori / Masataka Sasamoto / Sasamoto     | 4:24  |    |    |    |    |    |    |
| 4.    | Getting Over (GETTING OVER) (face B du 11e single)                            | Goro Matsui / Kiichi Yokoyama / Yokoyama       | 4:59  |    |    |    |    |    |    |
| 5.    | Sunny Holiday (reprise du titre de Solid Base)                                | Masato Ota / Eriksson, Eliasson / Eiji Isomura | 3:41  |    |    |    |    |    |    |
| 6.    | Not Alone                                                                     | Goro Matsui / Hideaki Kuwabara / Jun Abe       | 5:12  |    |    |    |    |    |    |
| 7.    | Active for the Love (Active for the love)                                     | Goro Matsui / Yasushi Sasamoto / Jun Abe       | 4:43  |    |    |    |    |    |    |
| 8.    | Private Crime (Private crime)                                                 | Hiromi Mori / Masataka Sasamoto / Sasamoto     | 4:58  |    |    |    |    |    |    |
| 9.    | Reborn                                                                        | Hiromi Mori / Masataka Sasamoto / Sasamoto     | 4:41  |    |    |    |    |    |    |
| 10.   | Person I Need (Person I need)                                                 | Hiromi Mori / Masataka Sasamoto / Sasamoto     | 5:40  |    |    |    |    |    |    |
| 11.   | Grace of My Heart (Grace of my heart) (11e single)                            | Yûko Ebine / Kenji Suzuki / Jun Abe            | 5:24  |    |    |    |    |    |    |
| 12.   | Ride on Time (Ride on time) (10e single)                                      | Goro Matsui / Kiichi Yokoyama / Yokoyama       | 4:27  |    |    |    |    |    |    |
| 13.   | Don't You Love Me (DON'T YOU LOVE ME) (reprise de Virginelle ; du 10e single) | Kazumi Suzuki / Groove Surfers / Y. Hoshino    | 4:55  |    |    |    |    |    |    |
| 14.   | Love Desire (LOVE DESIRE) (reprise du titre de Macho Gang)                    | Yûko Ebine / Time Machine / Time Machine       | 3:54  |    |    |    |    |    |    |
| 66:28 |                                                                               |                                                |       |    |    |    |    |    |    |